# آب إيماج
آب إيماج (بالإنجليزية: AppImage) هو تنسيق لتوزيع البرامج المحمولة على لينكس دون الحاجة إلى أذونات المستخدم الفائق لتثبيت التطبيقات. يسعى هذا التنسيق أيضا إلى السماح لمطوري التطبيقات بنشر برامج تعمل بشكل محايد على توزيعات لينكس،  تسمى أيضًا حزم المنبع. تم إصداره لأول مرة في عام 2004 تحت اسم klik، وتم تطويره باستمرار، ثم أعيدت تسميته في عام 2011 إلى PortableLinuxApps وبعد ذلك في عام 2013 إلى AppImage.

## وصف

### الأهداف
يهدف آب إيماج إلى نشر تطبيقات نظام لينكس لتحقيق الأهداف التالية: البساطة، التوافقية لملفات التشغيل مع إصدارات نواة لينكس، العمل على جميع التوزيعات، لا تثبيت، بدون صلاحيات الجذر، وجعلها محمولة، والحفاظ على نظام التشغيل.

### الخصائص
لا يتم تثبيت حزم آب إيماج كحال بقية أنظمة الحزم. فبدلا من وضع ملفات البرنامج تحت مسارات التوزيعة الملائمة في نظام الملفات للينكس (تسلسل هرمي قياسي لنظام الملفات)، فحزمة آب إيماج هي مجرد صورة مضغوطة للبرنامج. عند تشغيل البرنامج، يتم ربط الملف مع فيوز. هذه الطريقة تعتبر مواصلة لأسلاف آب إيماج: كليك وبورتابل لينكس آبس.
يتم استخدام ملف واحد لكل تطبيق. كل ملف محتوى في ذاته، يشمل ذلك كل المكتبات التي يحتاجها البرنامج والتي بدورها تكون معزولة عن النظام الأساسي. ملفات إصدارة آب إيماج 1.0 متوافقة مع إيزو 9660، روك ريدج (Rock Ridge) (يمكن اختياريا ضغطه باستعمال zisofs) والتي تحتوي على دليل تطبيق مصغر، بالإضافة إلى زمن تشغيل. وربما تستخدم الإصدارة 2 صورة نظام ملفات آخر كسكواش اف اس (SquashFS). يمكن كذلك إضافة تطبيق آب إيماج على قرص حي، بإضافة ملف واحد فقط.
تعد ملفات آب إيماج أبسط من تثبيت التطبيقات. لا يوجد حاجة لأدوات الاستخراج، كما أنه ليس من الضروري تعديل نظام التشغيل أو بيئة المستخدم. يمكن للمستخدمين العاديين على توزيعات لينكس الشائعة تنزيله وجعله قابلاً للتنفيذ وتشغيله.
يسمح آب إيماج بإنشاء توقيع رقمي مضمن، والذي يجب التحقق منه باستخدام أداة خارجية. لا يقدم التنسيق شكلاً من أشكال الفحص الذاتي مع التحقق من أصالة الحزمة أو تقييد وقت التشغيل عن طريق الملعبة.

## التاريخ

### كليك (Klik)

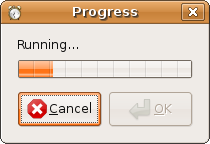
كليك أثناء تثبيت لأحد البرامج.

تم تصميم كليك (klik) سلف آب إيماج في سنة 2004 من طرف سيمون بيتر. رخص جانب العملاء منه تحت رخصة غنو العمومية. صمم بخاصية التكامل مع متصفحات الويب، حيث يقوم المستخدم بتنزيل وتثبيت الحزم عن طريق زيارة مسار الموحد (URL) ذو بادئة klik:// تقوم بعدها بتنزيل ملف «وصفة» لكليك، الذي يستعمل لتوليد ملف ذو لاحقة .cmg . المكونات الأساسية لهاته الوصفة عادة مايكون حزمة ديبيان .deb مبنية مسبقا (Pre-Built) المأخوذة من مستودعات دبيان الثابتة، يتم تغذيتها في عملية توليد الوصفة لملف .cmg. بهذه الطريقة أمكن استعمال وصفة واحدة لتوفير حزم للعديد من المنصات. لم يكن من الممكن استعمال أكثر من ثمانية برامج في الوقت لذاته باستعمال كليك، ولذلك نظرا لمحدودية إنشاء نقط إرتباط للصور المضغوطة الموجودة في نواة لينكس، إلا إذا تم استعمال فيوز. يتم ربط الملف في كل مرة يتم فيها تشغيل البرنامج، بمعنى أن بإمكان المستخدم إزالة البرنامج فقط بمحو ملف .cmg. كانت النسخة الثانية كليك2، قيد التطوير ويمكنها تضمين وحدة النواة الداعمة لفيوز، ولكنها لم تتعد مرحلة البيتا. غضون سنة 2011، خفت صوت مشروع كليك توقفت صفحة الموقع الرئيسية لمدة.

### بورتابل لينكس آبس
إستهل سيمون بيتر مشروعا خلفا لمشروع كليك، سماه بورتابل لينكس آبس (بالإنجليزية: PortableLinuxApps)بأهداف مشابهة لسلفه. حوالي ذلك الزمن تم تبنى هذا المشروع بسرعة من طرف موقع portablelinuxgames.org، الذي وفرت مستودعاته مئات من ألعاب الفيديو مفتوحة المصدر.

### آب إيماج
تم إعادة تسمية المشروع مرة أخرى من بورتابل لينكس آبس إلى آب إيماج حوالي سنة 2013، حول ترخيصه إلى رخصة إم آي تي. تعتبر آب إيماج صيغة الملفات، وآب إيماج كيت (بالإنجليزية: AppImageKit)هو التنفيذ الصلب، مفتوح المصدر. تتم عملية التطوير في مستودع على موقع غيت هاب.

## الاستقبال والاستخدام
- كان مشروع كليك إلهاما لألكساندر لارسون لمشروعه غليك (بالإنجليزية: glick project)، سابق فلات باك الذي صدر سنة 2016.[18]
- بدء برنامج سجل الغوص للينوس تورفالدز ساب سيرفايس (بالإنجليزية: Subsurface) باستعمال آب إيماج حوالي سنة 2015. ظهرت مشاكل عديدة من تحويل برنامج ساب سيرفايس من أنظمة التحزيم التقليدية إلى نظام تحزيم محايد، ونشره لعديد من مستخدمي توزيعات لينكس المختلفة.[19]
- ميوز سكور (بالإنجليزية: MuseScore) بدأ في استعمال آب إيماج منذ سنة 2016 لنشره نحو مختلف توزيعات لينكس.[20]
- كريتا برنامج حر ومفتوح المصدر للرسم الرقمي، يتم توزيعه بصيغة آب إيماج بدءاً من الإصدار الثالث في مايو 2016.[21][22]
- ديجي كام تطبيق إدارة الصور مفتوح المصدر، يقوم بتوفير حزمة آب إيماج منذ الإصدار 5.3.0، الصادر في نوفمبر 2016.
- قيم بريان لوندوك في 31 من آذار/مارس 2016 إيجابيا، تحزيم برنامج أوبن شوت بآب إيماج.[23]
- إل ام ام اس، محطة عمل صوتيات رقمية مفتوحة المصدر، بدأت بتحزيم آب إيماج منذ الإصدار 1.2.0-إ.م5.[24]
- كي باس إكس سي (بالإنجليزية: KeePassXC) يدعم آب إيماج.[25]
- نيو فور جي (بالإنجليزية: Neo4j) يستعمل آب إيماج لبرنامج سطح المكتب.[26]
- آر بي سي 3، أكثر محاكيات بلاي ستايشن3 على لينكس إستخداما، يتم توزيعه كحزم آب إيماج.
- يتم توزيع إصدار لينكس لتطبيق غيت هاب لسطح المكتب (يتم تطويره من قبل المجتمع) بخيار آب إيماج.[27]
- برنامج إيريس (Iris)، للحد من إجهاد العين، وإدارة ومراقبة الكمبيوتر، يتوفر خيار آب إيماج مدفوعًا.[28]
- فري كاد، مصمم نماذج ثلاثي الأبعاد مفتوح المصدر، يوفر آب إيماج كتنزيل أساسي لنظام لينكس.[29]
- أوبن سكاد مصمم نماذج حدودي ثلاثي الأبعاد مفتوح المصدر آخر، يستخدم أيضًا آب إيماج كأحد خيارات تنزيل لنظام لينكس.[30]

## روابط خارجية
- الموقع الرسمي

  - AppImages لتطبيقات مختلفة بواسطة مطور AppImage
- شغل وأدمج ملفات آب إيماج باستعمال مشغل آب إيماج.
- صفحة مشروع portablelinuxapps.org على SourceForge (تمت الزيارة في 2 أغسطس 2011).
- الموقع الرسمي لمشروع كليك (klik) (مؤرشف) klik.atekon.de.
  - صفحة مستودع عميل كليك في جوجل كود.